# Corticaria
Corticaria es un género de escarabajos  de la familia Latridiidae. En 1802 Marsham describió el género.
Contiene las siguientes especies:
- Corticaria aculeata
- Corticaria aequabilis
- Corticaria alleni
- Corticaria anatolica
- Corticaria appenhagi
- Corticaria brevilata
- Corticaria buddha
- Corticaria camerunensis
- Corticaria carbonaria
- Corticaria cognata
- Corticaria cotovillae
- Corticaria cretica
- Corticaria delgerchangaji
- Corticaria desaegeri
- Corticaria dinshuensis
- Corticaria dioscorida
- Corticaria fastigata
- Corticaria fennica
- Corticaria formicaephila
- Corticaria fulvoides
- Corticaria geisha

- Corticaria hierroensis
- Corticaria jaegeri
- Corticaria johnsonii
- Corticaria kabakovi
- Corticaria khnzoriani
- Corticaria leileri
- Corticaria lapponica
- Corticaria lata
- Corticaria laertes
- Corticaria lisae
- Corticaria luchti
- Corticaria magadanica
- Corticaria martensi
- Corticaria mongolica
- Corticaria relicta
- Corticaria rotundipennis
- Corticaria rueckeri
- Corticaria rufa
- Corticaria subamurensis
- Corticaria suspecta
- Corticaria thomasi
- Corticaria unca
- Corticaria vestigia